# Adelphagrotis
Adelphagrotis is een geslacht van vlinders van de familie Uilen (Noctuidae), uit de onderfamilie Noctuinae.

## Soorten
- A. carissima Harvey, 1875
- A. indeterminata Walker, 1865
- A. quarta Grote, 1883
- A. stellaris Grote, 1880